# 狙い撃ち法
狙い撃ち法（ねらいうちほう，英: shooting method）とは、零点の挙動を調べることで境界値問題の解構造や非線形振動系の周期解を求める，数値解法の一つである:6(抄録)。初期値を調整して終端条件を合わせる様子が射的に似ていることから名付けられた:747。
境界条件を含む場合など、ルンゲ゠クッタ法のような数値解法を用いられない場合に適用する:18。

## 種類
ポアンカレ写像の不動点をニュートン法によって求める狙い撃ち法には次の二種類が存在する(抄録):
単一シューティング法（英: single shooting method）
多重シューティング法（英: multiple shooting method）